# The Raven Age
The Raven Age is een Britse melodieuze-metalband.

## Geschiedenis
De band werd in 2009 opgericht door Dan Wright en George Harris, de zoon van de Iron Maiden-bassist Steve Harris. In 2014 brachten ze hun eerste ep uit, The Raven Age. 
Tijdens Iron Maidens The Book of Souls World Tour in 2016 speelden ze in het voorprogramma.
Op 2 augustus 2016 kondigde de band de hun debuutalbum Darkness Will Rise aan. De verschijningsdatum was gepland voor december 2016. Het album is uiteindelijk in maart 2017 officieel verschenen, dit als gevolg van een last minute platendeal met BMG records.
De verschijningsdatum van het tweede studioalbum van de band, genaamd "Conspiracy", staat gepland voor 8 maart 2019. In de aanloop naar hun tweede album heeft de band 3 singles uitgebracht, zijnde "Surrogate", "Betrayal of The Mind" en "Fleur de Lis" (op volgorde van verschijning). "Conspiracy" (2019) is tevens het eerste album van de band waarop de nieuwe vocalist, Matthew James, te horen is. Naast een nieuwe vocalist heeft de band ook een nieuwe gitarist, Tony Maue vervangt mede-oprichter Dan Wright. Wright is nu operationeel manager van The Raven Age.

## Discografie
Extended plays
- The Raven Age (2014)

Albums
- Darkness Will Rise (maart 2017)
- Conspiracy (maart 2019)